# 吉寿村
吉寿村（よしずそん）は、鳥取県日野郡にあった村。現在の西伯郡伯耆町の一部にあたる。

## 地理
大山の西麓に位置していた。
- 河川：佐陀川[3]、臍が瀬川[4]、別所川[5]、陽前谷川[5]、粕谷川[6]

## 歴史
- 1889年（明治22年）10月1日、町村制の施行により、日野郡丸山村、小林村、大原村、真野村、須村が合併して村制施行し、吉寿村が発足[1][2]。旧村名を継承した丸山、小林、大原、真野、須村の5大字を編成[2]。
- 1912年（明治45年）1月1日、日野郡日吉村と合併し、八郷村を新設して廃止された[1][2]。合併後、八郷村大字丸山・小林・大原・真野・須村となる[2]。

## 産業
- 農業

## 教育
- 1888年（明治21年）大原簡易小学校開校[4]。1892年（明治25年）大原簡易小学校を吉寿小学校に改名[2]。